# Divisiones Regionales de la Región de Murcia 2016-17
Las divisiones regionales de fútbol son las categorías de competición futbolística de más bajo nivel en España, en las que participan deportistas amateur, no profesionales. En la Región de Murcia su administración corre a cargo de las Real Federación de Fútbol de la Región de Murcia. Inmediatamente por encima de estas categorías estaba la Tercera División española.
En la temporada 2016-2017 las divisiones regionales se dividen en Preferente Autonómica, Primera Autonómica y Segunda Autonómica. Los dos primeros clasificados de Preferente Autonómica y el vencedor de la eliminatoria de ascenso ascendieron al grupo XIII de Tercera División, aunque hubo un ascenso más por compensación de plazas.

## Preferente Autonómica
La temporada 2016/17 de la Preferente Autonómica de la Región de Murcia comenzó el 27 de agosto de 2016 y terminó el 14 de mayo de 2017.

### Clasificación
|  |     | Equipos de fútbol  | PJ | G  | E  | P  | GF | GC | Dif | Pts |
|  | --- | ------------------ | -- | -- | -- | -- | -- | -- | --- | --- |
|  | 1.  | SFC Minerva        | 34 | 22 | 10 | 2  | 77 | 34 | +43 | 76  |
|  | 2.  | CD Bala Azul       | 34 | 22 | 5  | 7  | 78 | 46 | +32 | 71  |
|  | 3.  | FC Cartagena "B"   | 34 | 17 | 11 | 6  | 86 | 46 | +40 | 62  |
|  | 4.  | Mazarrón FC        | 34 | 17 | 10 | 7  | 52 | 29 | +23 | 61  |
|  | 5.  | UD Los Garres      | 34 | 17 | 10 | 7  | 45 | 25 | +20 | 61  |
|  | 6.  | CF Molina          | 34 | 16 | 9  | 9  | 65 | 42 | +23 | 57  |
|  | 7.  | AD Alquerías       | 34 | 15 | 11 | 8  | 61 | 41 | +20 | 56  |
|  | 8.  | Balsicas Atlético  | 34 | 15 | 6  | 13 | 49 | 49 | 0   | 51  |
|  | 9.  | Alcantarilla FC    | 34 | 13 | 8  | 13 | 39 | 32 | +7  | 47  |
|  | 10. | Cartagena FC-UCAM  | 34 | 13 | 7  | 14 | 53 | 48 | +5  | 46  |
|  | 11. | Jumilla CD         | 34 | 12 | 7  | 15 | 49 | 56 | -7  | 43  |
|  | 12. | UD Abanilla        | 34 | 12 | 6  | 16 | 51 | 69 | -18 | 42  |
|  | 13. | Racing Murcia City | 34 | 10 | 9  | 15 | 64 | 73 | -9  | 39  |
|  | 14. | CD El Esparragal   | 34 | 8  | 10 | 16 | 46 | 60 | -14 | 34  |
|  | 15. | CD Plus Ultra      | 34 | 8  | 9  | 17 | 37 | 66 | -29 | 33  |
|  | 16. | AD Caravaca        | 34 | 8  | 8  | 18 | 42 | 68 | -26 | 32  |
|  | 17. | Montecasillas FC   | 34 | 4  | 9  | 21 | 30 | 68 | -38 | 21  |
|  | 18. | CD Lumbreras       | 34 | 3  | 5  | 26 | 25 | 93 | -68 | 14  |

Pts = Puntos; PJ = Partidos Jugados; G = Partidos Ganados; E = Partidos Empatados; P = Partidos Perdidos; GF = Goles Anotados; GC = Goles Recibidos; Dif = Diferencia de gol
|  | Asciende a Tercera División                                |
|  | Clasificado para el Play-Off de ascenso a Tercera División |
|  | Desciende a Primera Autonómica                             |

### Play-Off de ascenso

#### Semifinales

##### CF Molina - FC Cartagena "B"
| 21 de mayo de 2017, 18:00 | CF Molina | 1:0     | FC Cartagena "B" | Polideportivo El Romeral, Molina de Segura                         |                                                                    |
|                           | Villa 54' | Reporte |                  | Asistencia: 300 espectadores Árbitro(s): Alejandro Clemente Ortuño | Asistencia: 300 espectadores Árbitro(s): Alejandro Clemente Ortuño |

| 28 de mayo de 2017, 11:30 | FC Cartagena "B" | 0:0     | CF Molina | Estadio Cartagonova, Cartagena     |                                    |
|                           |                  | Reporte |           | Árbitro(s): Jesús Izquierdo García | Árbitro(s): Jesús Izquierdo García |

##### UD Los Garres - Mazarrón FC
| 21 de mayo de 2017, 20:30 | UD Los Garres           | 2:0     | Mazarrón FC | Campo municipal Las Tejeras, Los Garres (Murcia)                   |                                                                    |
|                           | Moraga 69' · Morros 82' | Reporte |             | Asistencia: 700 espectadores Árbitro(s): Fulgencio Madrid Martínez | Asistencia: 700 espectadores Árbitro(s): Fulgencio Madrid Martínez |

| 28 de mayo de 2017, 18:00 | Mazarrón FC      | 1:0     | UD Los Garres | Estadio municipal de Mazarrón, Mazarrón |                                |
|                           | Jorge Brocal 87' | Reporte |               | Árbitro(s): Carlos Pérez Pardo          | Árbitro(s): Carlos Pérez Pardo |

#### Final

##### CF Molina - UD Los Garres
| 4 de junio de 2017, 18:00 | CF Molina          | 1:1     | UD Los Garres          | Polideportivo El Romeral, Molina de Segura |                                  |
|                           | Miguel Centron 89' | Reporte | Francisco M. Bravo 65' | Árbitro(s): Víctor García Acosta           | Árbitro(s): Víctor García Acosta |

| 11 de junio de 2017, 20:00 | UD Los Garres | 0:0     | CF Molina | Campo municipal Las Tejeras, Los Garres (Murcia) |                                        |
|                            |               | Reporte |           | Árbitro(s): José Francisco López Lucas           | Árbitro(s): José Francisco López Lucas |

| Asciende a Tercera División UD Los Garres |

## Primera Autonómica
La temporada 2016/17 de la Primera Autonómica de la Región de Murcia comenzó el 27 de agosto de 2016 y terminó el 14 de mayo de 2017.

### Clasificación
|  |     | Equipos de fútbol              | PJ | G  | E | P  | GF | GC  | Dif | Pts |
|  | --- | ------------------------------ | -- | -- | - | -- | -- | --- | --- | --- |
|  | 1.  | CD Juvenia                     | 34 | 25 | 4 | 5  | 72 | 23  | +49 | 79  |
|  | 2.  | EF Alhama                      | 34 | 25 | 4 | 5  | 89 | 37  | +52 | 79  |
|  | 3.  | CD Bullense                    | 34 | 20 | 9 | 5  | 83 | 38  | +45 | 69  |
|  | 4.  | Nuestro Abarán CF              | 34 | 20 | 8 | 6  | 80 | 37  | +43 | 68  |
|  | 5.  | CD Villa de Fortuna            | 34 | 21 | 5 | 8  | 80 | 39  | +41 | 68  |
|  | 6.  | Águilas FC "B"                 | 34 | 17 | 6 | 11 | 65 | 47  | +18 | 57  |
|  | 7.  | Archena FC                     | 34 | 16 | 8 | 10 | 76 | 60  | +16 | 56  |
|  | 8.  | Peña Madridista CF de Caravaca | 34 | 16 | 3 | 15 | 57 | 56  | +1  | 51  |
|  | 9.  | EMF Fuente Álamo               | 34 | 14 | 5 | 15 | 61 | 56  | +5  | 47  |
|  | 10. | ED Javalí Viejo-La Ñora        | 34 | 12 | 6 | 16 | 70 | 70  | 0   | 42  |
|  | 11. | AD La Isla                     | 34 | 11 | 9 | 14 | 71 | 72  | -1  | 42  |
|  | 12. | AD IFA                         | 34 | 10 | 5 | 19 | 48 | 86  | -38 | 35  |
|  | 13. | CD Beniel                      | 34 | 9  | 8 | 17 | 50 | 73  | -23 | 35  |
|  | 14. | EF Los Alcázares               | 34 | 10 | 5 | 19 | 53 | 69  | -16 | 35  |
|  | 15. | CD Alberca                     | 34 | 7  | 8 | 19 | 51 | 75  | -24 | 29  |
|  | 16. | FC Jumilla "B"                 | 34 | 8  | 3 | 23 | 47 | 94  | -47 | 27  |
|  | 17. | El Palmar CF "B"               | 34 | 7  | 3 | 24 | 31 | 79  | -48 | 24  |
|  | 18. | FC Carmelitano Alguazas        | 34 | 7  | 3 | 24 | 42 | 115 | -73 | 24  |

Pts = Puntos; PJ = Partidos Jugados; G = Partidos Ganados; E = Partidos Empatados; P = Partidos Perdidos; GF = Goles Anotados; GC = Goles Recibidos; Dif = Diferencia de gol
|  | Asciende a Preferente Autonómica                               |
|  | Clasificado para el Playoff de ascenso a Preferente Autonómica |
|  | Desciende a Segunda Autonómica                                 |

### Play-Off de ascenso

#### Semifinales

##### Águilas FC "B" - CD Bullense
| 20 de mayo de 2017, 21:00 | Águilas FC "B" | 0:3     | CD Bullense                        | Hermanos Buitrago, Águilas         |                                    |
|                           |                | Reporte | Navarro 12' · Espín 49' · Eloy 83' | Árbitro(s): Adrián Jiménez Sánchez | Árbitro(s): Adrián Jiménez Sánchez |

| 28 de mayo de 2017, 19:00 | CD Bullense                                           | 3:1     | Águilas FC "B"         | Estadio Nicolás de las Peñas, Bullas    |                                         |
|                           | Carlos Navarro 5' · Juan Boluda 7' · Eloy Jiménez 57' | Reporte | Gregorio Landáburu 85' | Árbitro(s): Luis Miguel Rodríguez López | Árbitro(s): Luis Miguel Rodríguez López |

##### CD Villa de Fortuna - Nuestro Abarán CF
| 20 de mayo de 2017, 17:00 | CD Villa de Fortuna    | 2:1     | Nuestro Abarán CF | Estadio El Saladar, Fortuna   |                               |
|                           | Daniel 29' · Belda 48' | Reporte | Omar 36'          | Árbitro(s): David Gil Gallego | Árbitro(s): David Gil Gallego |

| 27 de mayo de 2017, 18:30 | Nuestro Abarán CF | 0:1     | CD Villa de Fortuna | Estadio Las Colonias, Abarán    |                                 |
|                           |                   | Reporte | Belda 31'           | Árbitro(s): Pedro Segura Castro | Árbitro(s): Pedro Segura Castro |

#### Final

##### CD Villa de Fortuna - CD Bullense
| 4 de junio de 2017, 19:00 | CD Villa de Fortuna                   | 2:1     | CD Bullense        | Estadio El Saladar, Fortuna         |                                     |
|                           | José Ramírez 30' · Julián F. Díaz 48' | Reporte | Javier Huéscar 51' | Árbitro(s): Daniel Hernández Gálvez | Árbitro(s): Daniel Hernández Gálvez |

|  | CD Bullense                             | 2:0     | CD Villa de Fortuna | Estadio Nicolás de las Peñas, Bullas |                                  |
|  | Juan F. Puerta 4' · Joaquín Maqueda 84' | Reporte |                     | Árbitro(s): Arturo Bruntón Gómez     | Árbitro(s): Arturo Bruntón Gómez |

| Asciende a Preferente Autonómica CD Bullense |

## Segunda Autonómica
La temporada 2016/17 de la Segunda Autonómica de la Región de Murcia comenzó el 25 de septiembre de 2016 y terminó el 14 de mayo de 2017.

### Clasificación
|  |     | Equipos de fútbol                | PJ | G  | E  | P  | GF | GC | Dif | Pts |
|  | --- | -------------------------------- | -- | -- | -- | -- | -- | -- | --- | --- |
|  | 1.  | EF El Raal                       | 26 | 19 | 5  | 2  | 53 | 20 | +33 | 62  |
|  | 2.  | AD Cuna del Belén                | 26 | 17 | 6  | 3  | 57 | 29 | +28 | 57  |
|  | 3.  | Atlético Cabezo de Torres        | 26 | 18 | 2  | 6  | 57 | 28 | +29 | 56  |
|  | 4.  | AD Barrio Peral                  | 26 | 14 | 5  | 7  | 50 | 36 | +14 | 47  |
|  | 5.  | Yeclano Deportivo "B"            | 26 | 11 | 9  | 6  | 40 | 28 | +12 | 42  |
|  | 6.  | Ciudad de Calasparra CF          | 26 | 11 | 6  | 9  | 51 | 42 | +9  | 39  |
|  | 7.  | Santiago de la Ribera FC         | 26 | 8  | 7  | 11 | 43 | 42 | +1  | 31  |
|  | 8.  | CF Molina "B"                    | 26 | 7  | 9  | 10 | 40 | 50 | -10 | 30  |
|  | 9.  | Olímpico de Totana "B"           | 26 | 8  | 7  | 11 | 43 | 55 | -12 | 28  |
|  | 10. | CD El Esparragal "B"             | 26 | 8  | 2  | 16 | 39 | 59 | -20 | 26  |
|  | 11. | Polideportivo Atlético Sangonera | 26 | 5  | 11 | 10 | 42 | 57 | -15 | 26  |
|  | 12. | CD Minerva                       | 26 | 5  | 8  | 13 | 36 | 46 | -10 | 23  |
|  | 13. | EF Corvera                       | 26 | 3  | 7  | 16 | 39 | 64 | -25 | 16  |
|  | 14. | FC Jumilla "C"                   | 26 | 4  | 4  | 18 | 28 | 62 | -34 | 16  |

Pts = Puntos; PJ = Partidos Jugados; G = Partidos Ganados; E = Partidos Empatados; P = Partidos Perdidos; GF = Goles Anotados; GC = Goles Recibidos; Dif = Diferencia de gol
|  | Asciende a Primera Autonómica                                |
|  | Retirado de la competición durante el transcurso de la misma |